# بلاتانوس (إليا)
بلاتانوس (Πλάτανος وتعني شجرة الدلب) هي قرية في إليا في مقاطعة كينتريكي إلادا في اليونان. تقع شمال وادي ألفيوس على بعد كيلومترين جنوب شرق بيلوبيو وعلى بعد 3 كم شمال غرب Olympia وعلى بعد 15 كم شرق Pyrgos. الطريق الوطني اليوناني 74 (بيرغوس - تريبولي) يمر جنوب بلاتانوس. في تعداد عام 2011، بلغ عدد سكان بلاتانوس 766 نسمة في القرية و 780 في التجمع  والذي تضم القرية الصغيرة أجيوس جورجيوس.